# Asparaginase
L'asparaginase est une hydrolase qui catalyse la réaction :
L-asparagine + H2O  {\displaystyle \rightleftharpoons }  L-aspartate + NH3.
Cette enzyme est présente chez tous les êtres vivants. On la trouve en grande quantité dans le sérum du cochon d'Inde et de l'agouti ainsi que chez plusieurs espèces de vertébrés, de même que chez les mycètes et plusieurs souches bactériennes. Chez l'homme, elle est exprimée dans le cerveau, les reins, les testicules et l'intestin.
L'asparaginase d’Aspergillus peut être utilisée dans l'industrie agroalimentaire pour réduire le taux d'acrylamide, un cancérogène suspecté formé à partir d'asparagine sous l'effet des réactions de Maillard lors de la cuisson, dans des produits alimentaires tels que les snacks et les biscuits, ainsi qu'en boulangerie-pâtisserie.
L'asparaginase est également un médicament cytostatique antinéoplasique utilisé en chimiothérapie et notamment indiqué contre la leucémie aiguë lymphoblastique, les blastes étant incapables de produire leur propre asparagine, contrairement aux lymphocytes sains, l'induction d'asparaginase les rend sensible à cette enzyme. Les médicaments prennent avantage du fait que les cellules cancereuses ont besoin d'asparagine, la réaction produisant alors de l'ammoniac et de l'aspartate. Elle est également utilisée dans certains protocoles contre le mastocytome.
Il fait partie de la liste des médicaments essentiels de l'Organisation mondiale de la santé (liste mise à jour en avril 2013).